# Bo Granath (militär)
Bo Vilhelm Granath, född 5 mars 1924 i Katarina församling i Stockholms stad, död 24 juni 2006 i Högalids församling i Stockholm, var en svensk militär.

## Biografi
Granath avlade studentexamen vid Högre allmänna läroverket för gossar å Södermalm i Stockholm 1943. Han avlade sjöofficersexamen vid Sjökrigsskolan 1946 och utnämnde samma år till fänrik i flottan. Han gick Artillerikursen vid Sjökrigshögskolan, befordrades till löjtnant 1948, gick Högre tekniska kursen vid Sjökrigshögskolan 1953–1957, idkade specialstudier på Bergslinjen vid Tekniska högskolan i Stockholm, befordrades till kapten 1957, var lärare vid Sjökrigsskolan 1957–1958 och var marinens kontrollofficer vid Aktiebolaget Bofors. Han befordrades till kommendörkapten av andra graden 1964, var fartygschef på jagaren Södermanland 1964–1965, var chef för Kontrollkontoret i Vapenavdelningen vid Marinförvaltningen 1965–1968, befordrades till kommendörkapten av första graden 1966, var chef för Kontrollavdelningen i Huvudavdelningen för marinmateriel i Försvarets materielverk 1968–1977 och befordrades till kommendör 1975. Granath var tillförordnad chef för Underhållsavdelningen i Huvudavdelningen för marinmateriel vid Försvarets materielverk 1977–1978 och överingenjör och ordinarie chef 1978–1984.
Bo Granath invaldes som ledamot av Kungliga Örlogsmannasällskapet 1967. Han var sällskapets sekreterare 1972–1982, redaktör för dess publikation Tidskrift i sjöväsendet 1982–1990 och kassaförvaltare 1983–1994. Åren 1984–1997 var han också sällskapets bibliotekarie (åren 1989–1997 tillsammans med kommendörkapten Gunnar Nordanfors).
Bo Granath var son till sjökaptenen Olof Vilhelm Granath och Ida Maria Jönsson. Han var första gången gift 1953–1972 med Kerstin Lindoff (1923–2013). Han gifte sig för andra gången 1984 med Ulla Backlund (1927–2012). Han är gravsatt på Skogskyrkogården i Stockholm.

### Utmärkelser
- Riddare av första klassen av Svärdsorden, 1965.[11]